# Cladrastis parvifolia
Cladrastis parvifolia là một loài thực vật có hoa trong họ Đậu. Loài này được C.Y.Ma miêu tả khoa học đầu tiên.